# The Man (bài hát của Ed Sheeran)
"The Man" là bài hát của ca sĩ-nhạc sĩ người Anh Ed Sheeran và được sản xuất bởi Jake Gosling. Nó được phát hành dưới dạng tải kĩ thuật số "instant-grat" trên iTunes Store vào ngày 19 tháng 6 năm 2014, và là đĩa đơn thứ 6 trong tổng số 7 đĩa đơn quảng bá của album phòng thu thứ hai của Ed Sheeran, x (2014). Bài hát đạt vị trí thứ 87 trên UK Singles Chart.

## Ý kiến phê bình
Nhà báo Jason Lipshutz của Billboar ví phong cách rap của Ed Sheeran với Mike Skinner của nhóm The Streets.

## Xếp hạng
| Bảng xếp hạng (2014)               | Vị trí cao nhất |
| ---------------------------------- | --------------- |
| Đan Mạch (Tracklisten)             | 9               |
| Pháp (SNEP)                        | 49              |
| Hà Lan (Single Top 100)            | 56              |
| Tây Ban Nha (PROMUSICAE)           | 50              |
| Anh Quốc (Official Charts Company) | 87              |